# Nissan Elgrand
A Nissan Elgrand (japánul :日産・エルグランド, Hepburn: Nissan Erugurando) egy kisbusz, amelyet a Nissan Shatai 1997 óta gyárt a Nissan számára. Három generációban kapható, E50 (1997–2002), E51 (2002–2010) és E52 (2010–ma). Az E50 Elgrandot szintén könnyű haszongépjárműként konfigurálták és gyártották 1998 és 2017 között.
Az Elgrand fő versenytársai a Toyota Alphard és a Toyota Vellfire. Korábban a Honda Odyssey is az Elgrand versenytársa volt, egészen addig, amíg 2022-ben be nem fejezték a gyártását.
A Nissan Elgrand első generációját 1997 májusa és 2002 májusa között gyártották, a kereskedelmi változatok gyártása 2017 decemberéig maradt. Az E50-nek 4 sebességes automata sebességváltója volt, és 2- vagy 4-kerék-hajtással is kapható volt. A Caravan Elgrand kizárólag a Nissan Bluebird Store, míg a Homy Elgrand kizárólag a japán Nissan Prince Store márkakereskedések számára volt elérhető. Az Elgrand luxusfelépítéssel vette át a Caravan Coach utasszállítói feladatait. A legfelső felszereltségi szintű felszerelési csomagokat az internetre kötött CarWings nevű műholdas navigációval szerelték fel .
Az első generáció utolsó évjáratú, 2002-es modellje az Enthusia Professional Racing című PS2-játékban is megjelenik. A játékban pontosabban az FR modell szerepel.